# Rum-Regatta

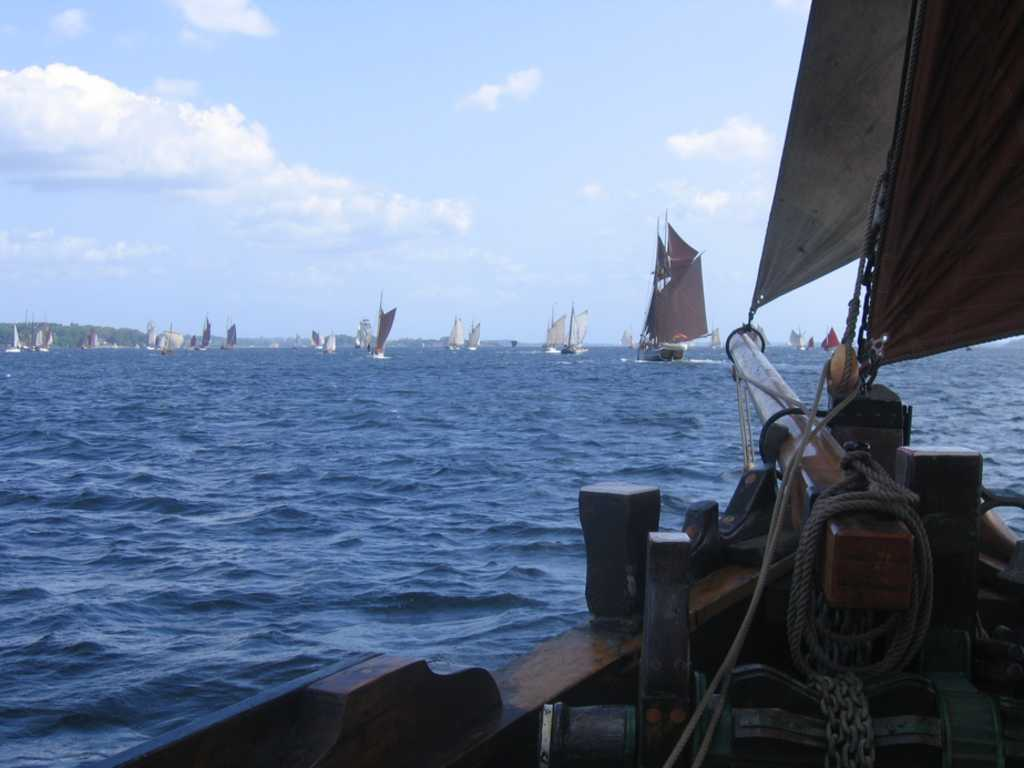
Impression von der Rum-Regatta 2007

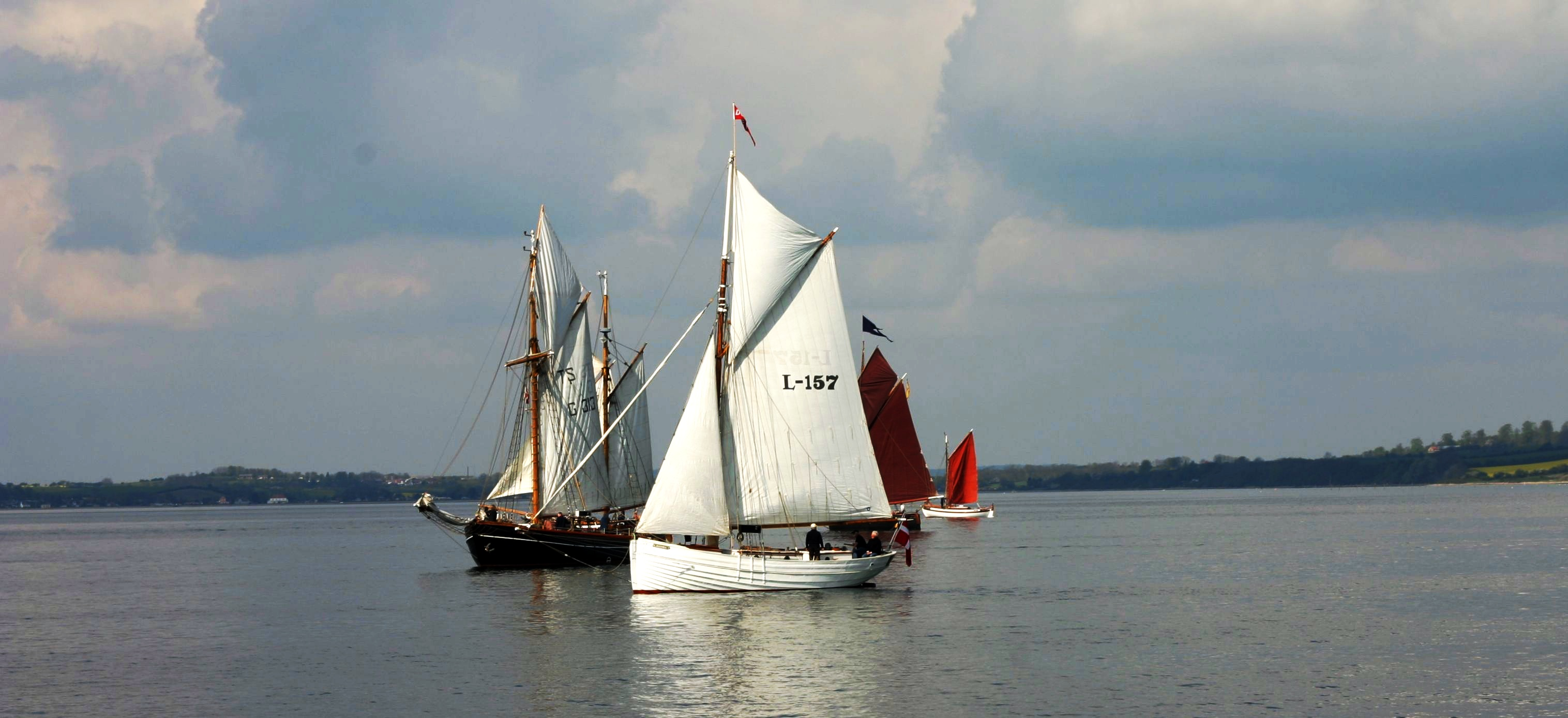
Die Flensburg-Fjord-Regatta ist die Zubringer-Regatta der Rum-Regatta (Foto 2008).

Die Rum-Regatta (andere Schreibweise: Rumregatta, auf Dänisch Romregatta) ist das größte Gaffelsegler-Treffen Nordeuropas. Seit 1980 treffen sich jedes Jahr immer am Wochenende nach Christi Himmelfahrt, weit über 100 teilnehmende Schiffe auf der Flensburger Innenförde zu einer Regatta, die jedoch eher an eine „unernste Geschwaderfahrt“ erinnert.

## Rumtradition
Der Name der Regatta weist auf die Tradition Flensburgs als Rumstadt hin. Rum war für viele Jahre das wichtigste Handelsgut der Stadt. Von Flensburg aus fuhren die Flensburger Handelsschiffe zu den Dänischen Kolonien in der Karibik. Aus Dänisch-Westindien bzw. den Jungferninseln (Jomfruøerne) Saint Thomas, Saint John und Saint Croix, (heute Amerikanische Jungferninseln) importierten die Westindienfahrer das dort angebaute karibische Zuckerrohr und verarbeiteten dieses in Flensburg zu Rum. Noch heute zeugen die vielen Kaufmannshöfe und früheren Handelshäuser der Altstadt von diesem Kapitel der Flensburger Stadtgeschichte.

## Geschichte

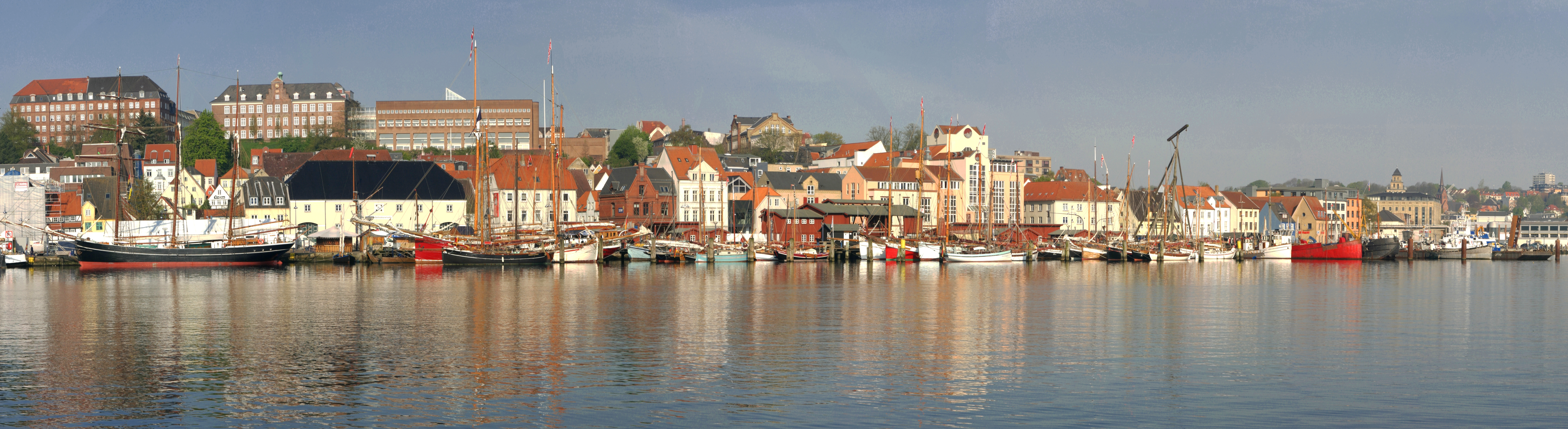
Panorama Flensburger Rumregatta 2008

Die Regatta wird seit 1980 in rein ehrenamtlicher Arbeit vom Verein des Flensburger Museumshafens organisiert. Es war beabsichtigt, die Gaffelsegler der deutsch-dänischen Region einmal im Jahr zu einem gemeinsamen Segelereignis zusammenzuführen. Die Regatta, an der im ersten Jahr 30 Schiffe teilnahmen, entwickelte sich bereits 1987 mit 130 teilnehmenden Schiffen zur größten Veranstaltung dieser Art in Nordeuropa und zieht inzwischen immer mehr Zuschauer an. So ist die Regatta in den letzten Jahren regelrecht zu einem maritimen Volksfest geworden, das mittlerweile von mehreren Zehntausend „Sehleuten“ besucht wird. Auf dem Gaffelmarkt demonstrieren seit den frühen 1980er-Jahren Bootsbauer, Segelmacher, Blockmacher, Böttcher (Fassmacher), Schmiede und Drechsler ihr Handwerk. Auch eine Buddelschiffswerft, Fischerhemden und Fischbrötchen sind meistens auf dem Markt zu finden. Bereits 1986 verbannten die Veranstalter das Einweggeschirr der Verzehrstände, um die Müllberge zu verkleinern.

## „Preisverschleuderung“

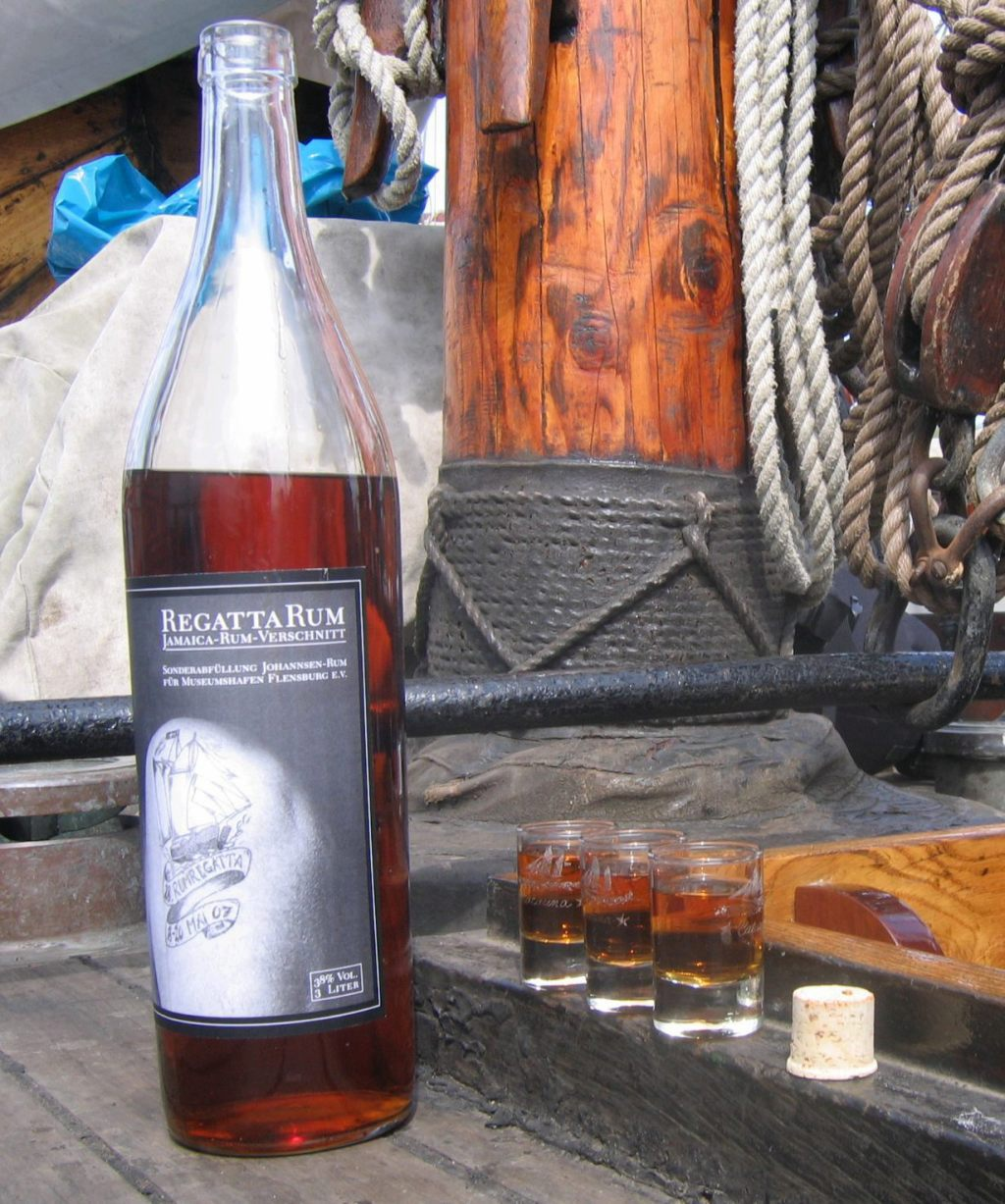
Der begehrte 2. Preis: Der Regatta Rum, eine Sonderabfüllung mit einem Jamaica Rumverschnitt vom Handelshaus Johannsen Rum für den Museumshafen Flensburg

Ziel der teilnehmenden Traditionssegler ist kurioserweise der zweite Platz, ganz nach dem Motto: „Lieber heil und zweiter, als kaputt und breiter“, denn dieser wird auf der sogenannten „Preisvergeudung“ bzw. „Preisverschleuderung“ – der Petuh-Ausdruck steht für eine Preisverleihung – mit einer 3-Liter Flasche von Johannsen Rum – eines der beiden letzten Rumhäuser in Flensburg – belohnt. Der erste Platz wird mit einem symbolischen und meist eher wertlosen Preis ausgezeichnet. Viele Skipper bemühen sich daher, auf keinen Fall als erste die Ziellinie zu durchlaufen. Die Preiszeremonie moderierte über mehrere Jahrzehnte mit kurzen Unterbrechungen Rainer Prüss, mit Erreichen seines 70. Lebensjahres gab er diese Aufgabe jedoch nach rund 30 Jahren endgültig ab.
Neben den Regattapreisen werden auch Sonderpreise vergeben, welche die Pflege der Schiffe besonders würdigen, zum Beispiel der Stilbruch-Preis für eklatante Fehler im Gesamtbild, aber auch das bestrestaurierte Schiff des vergangenen Jahres.

## Teilnehmer
Zu einer der ersten und treuesten Gästen zählen die teilnehmenden Schiffe des dänischen „Holzschiff-Verbandes“ (Træskibs Sammenslutningen), eine im Vergleich zu den Freunden des Gaffelriggs streng durchorganisierte Vereinigung. Als Mitglied des Flensburger Museumshafens nimmt auch der Abenteurer Arved Fuchs regelmäßig an der Rum-Regatta teil, wenn er zu dieser Zeit auf keiner Expedition ist. Eine Besonderheit sind die originellen Einladungen der Organisatoren, geschrieben auf Deutsch mit dänischen Einsprengseln. Der Einladung hinzugefügt wird häufig eine Beigabe, so etwa zur 20. Rum-Regatta ein Schäkel und geteertes Garn, komplettiert durch Gutscheine, zum Beispiel für „kostenlosen Spaß“ oder „freies Mitsingen“.

## Rezeption
Die Rum-Regatta diente dem Flensburger Autor H. Dieter Neumann als Kulisse für seinen Kriminalroman Tod auf der Rumregatta von 2016.